# Смертельная битва (саундтрек, 1995)
«Смертельная битва»: оригинальный саундтрек к фильму (англ. Mortal Kombat: Original Motion Picture Soundtrack) — альбом-саундтрек к фильму «Смертельная битва» 1995 года. Альбом сочетает в себе разные жанры: EDM, техно, рок и метал.
Песня с альбома «Techno Syndrome (Mortal Kombat)» стала легендарной и культовой, а сам альбом пользуется популярностью даже спустя десятилетия после релиза.

## История создания
Альбом вышел на нью-йоркском лейбле TVT после того, как несколько более крупных звукозаписывающих компаний отказались от предложений продюсеров фильма «Смертельная битва» о выпуске альбома-саундтрека. Музыкальный руководитель альбома Шэрон Бойл хотел выпустить его перед релизом фильма, это удалось: альбом вышел 15 августа, а фильм 18 августа. Президент TVT Стив Готтлиб признался, что не ожидал того успеха, который альбом получил к сентябрю, став платиновым.
Три песни группы Stabbing Westward прозвучали в фильме, но не попали в альбом: «Lost», «Lies» и «Can’t Happen Here» (они были включены в альбом Ungod). Вокалист Бертон Белл спел сразу в двух песнях альбома: со своей основной группой Fear Factory и с сайд-проектом GZR.

## Восприятие
| Оценки критиков | Оценки критиков |
| Источник        | Оценка          |
| --------------- | --------------- |
| Allmusic        | [ 8 ]           |

Саундтрек Mortal Kombat выиграл награду BMI Film Music Award. Он также был номинирован на премию Golden Reel Award 1994 года (победу в номинации в итоге одержал саундтрек к фильму «Семь»). Саундтрек стал платиновым в течение 10 дней после релиза, заняв 10-е место в чарте Billboard 200 в сентябре 1995 года и был включён в редакцию «Книги рекордов Гиннесса (Геймеры)» 2011 года как «самый успешный альбом-саундтрек к спин-оффу по видеоигре». Это был первый EDM-альбом, получивший платиновый сертификат в США.

## Список композиций
| №   | Название                                              | Исполнитель                        | Длительность |
| --- | ----------------------------------------------------- | ---------------------------------- | ------------ |
| 1.  | «A Taste of Things to Come»                           | George S. Clinton                  | 0:49         |
| 2.  | «Goodbye (Demo Version)»                              | Gravity Kills                      | 3:10         |
| 3.  | «Juke Joint Jezebel (Giorgio Moroder Metropolis Mix)» | KMFDM                              | 5:17         |
| 4.  | «Unlearn (Josh Wink's Live Mix)»                      | Psykosonik                         | 7:29         |
| 5.  | «Control (Juno Reactor Instrumental)»                 | Traci Lords                        | 6:26         |
| 6.  | «Halcyon + On + On»                                   | Orbital                            | 9:24         |
| 7.  | «Utah Saints Take on The Theme from Mortal Kombat»    | Utah Saints                        | 3:00         |
| 8.  | «The Invisible»                                       | GZR                                | 3:43         |
| 9.  | «Zero Signal»                                         | Fear Factory                       | 5:57         |
| 10. | «Burn»                                                | Sister Machine Gun                 | 4:45         |
| 11. | «Blood & Fire (Out of the Ashes Mix)»                 | Type O Negative                    | 4:34         |
| 12. | «I Reject»                                            | Bile                               | 2:47         |
| 13. | «Twist the Knife (Slowly)»                            | Napalm Death                       | 2:51         |
| 14. | «What U See/We All Bleed Red»                         | Mutha's Day Out                    | 4:16         |
| 15. | «Techno Syndrome (Mortal Kombat)»                     | The Immortals                      | 3:21         |
| 16. | «Goro Vs. Art»                                        | George S. Clinton feat. Buckethead | 2:59         |
| 17. | «Demon Warriors/Final Kombat»                         | George S. Clinton                  | 3:49         |

## Чарты
| Чарт (1995)                   | Наивысшая позиция |
| ----------------------------- | ----------------- |
| Австралия (ARIA)              | 11                |
| Германия (Offizielle Top 100) | 49                |
| Новая Зеландия (RMNZ)         | 6                 |
| США (Billboard 200)           | 10                |

| Чарт (1995)      | Позиция |
| ---------------- | ------- |
| US Billboard 200 | 145     |

## Сертификаты
| Регион                                                      | Сертификация | Продажи    |
| ----------------------------------------------------------- | ------------ | ---------- |
| Канада (Music Canada)                                       | Платиновый   | 100 000^   |
| США (RIAA)                                                  | Платиновый   | 1 000 000^ |
| ^ Данные о тиражах приведены только на основе сертификации. |              |            |